# Roadracing-VM 1977
Världsmästerskapen i Roadracing 1977 arrangerades av F.I.M. Säsongen bestod av elva Grand Prix i sex klasser: 500cc, 350cc, 250cc, 125cc, 50cc och Sidvagnar 500cc. Den inleddes 20 mars med Venezuelas Grand Prix och avslutades med Storbritanniens Grand Prix den 14 augusti.
För året fanns fyra nya VM-klasser som inte kördes tillsammans med Grand Prix-klasserna. F.I.M. gav den populära klassen för motorcyklar med en cylindervolym på max 750 kubikcentimeter VM-status under namnet Formula 750. Världens mest kända motorcykeltävling, Tourist Trophy på Isle of Man hade under flera år bojkottats av de flesta VM-förarna eftersom banan var för farlig. 1977 hade den slutligen tagits bort från Grand Prix-serien och ersatts av Storbritanniens Grand Prix på Silverstonebanan. F.I.M. ville dock behålla VM-status för TT-loppen och inrättade därför Formula TT i tre klasser, där segrarna på Isle of Man blev världsmästare.
| Klass       | Mästare individuellt         | Mästare konstruktörer |
| ----------- | ---------------------------- | --------------------- |
| 500GP       | Barry Sheene                 | Suzuki                |
| 350GP       | Takazumi Katayama            | Yamaha                |
| 250GP       | Mario Lega (Morbidelli)      | Yamaha                |
| 125GP       | Pierpaolo Bianchi            | Morbidelli            |
| 50GP        | Ángel Nieto                  | Bultaco               |
| Sidvagn     | George O'Dell/Arthur+Holland | Yamaha                |
| Formula TT1 | Phil Read                    | -                     |
| Formula TT2 | Alan Jackson junior          | -                     |
| Formula TT3 | John Kidson                  | -                     |
| Formula 750 | Steve Baker                  | -                     |

## 500GP
Mästare blev Barry Sheene.

### Delsegrare
| Bana         | Vinnare        | Märke  |
| ------------ | -------------- | ------ |
| San Carlos   | Barry Sheene   | Suzuki |
| Salzburgring | Jack Findlay   | Suzuki |
| Hockenheim   | Barry Sheene   | Suzuki |
| Imola        | Barry Sheene   | Suzuki |
| Paul Ricard  | Barry Sheene   | Suzuki |
| Assen        | Wil Hartog     | Suzuki |
| Spa          | Barry Sheene   | Suzuki |
| Anderstorp   | Barry Sheene   | Suzuki |
| Imatra       | Johnny Cecotto | Yamaha |
| Brno         | Johnny Cecotto | Yamaha |
| Silverstone  | Pat Hennen     | Suzuki |

### Slutställning
| Plats | Förare           | Märke  | Poäng |
| ----- | ---------------- | ------ | ----- |
| 1     | Barry Sheene     | Suzuki | 107   |
| 2     | Steve Baker      | Yamaha | 80    |
| 3     | Pat Hennen       | Suzuki | 67    |
| 4     | Johnny Cecotto   | Yamaha | 50    |
| 5     | Steve Parrish    | Suzuki | 39    |
| 6     | Giacomo Agostini | Yamaha | 37    |

## 350GP

### Delsegrare
| Bana        | Vinnare           | Märke  |
| ----------- | ----------------- | ------ |
| San Carlos  | Johnny Cecotto    | Yamaha |
| Hockenheim  | Takazumi Katayama | Yamaha |
| Imola       | Alan North        | Yamaha |
| Jarama      | Michel Rougiere   | Yamaha |
| Paul Ricard | Takazumi Katayama | Yamaha |
| Opatija     | Takazumi Katayama | Yamaha |
| Assen       | Kork Ballington   | Yamaha |
| Anderstorp  | Takazumi Katayama | Yamaha |
| Imatra      | Takazumi Katayama | Yamaha |
| Brno        | Johnny Cecotto    | Yamaha |
| Silverstone | Kork Ballington   | Yamaha |

### Slutställning
| Plats | Förare             | Märke  | Poäng |
| ----- | ------------------ | ------ | ----- |
| 1     | Takazumi Katayama  | Yamaha | 95    |
| 2     | Tom Herron         | Yamaha | 56    |
| 3     | Jon Ekerold        | Yamaha | 54    |
| 4     | Michel Rougiere    | Yamaha | 51    |
| 5     | Kork Ballington    | Yamaha | 46    |
| 6     | Olivier Chevallier | Yamaha | 39    |